# Marianne Borgen
Marianne Borgen (ur. 2 czerwca 1951 w Oslo) – norweska polityczka, burmistrzyni Oslo (2015–2023).

## Życiorys
Ukończyła szkołę średnią w Sofienberg w 1975. Studia socjologiczne ukończyła na Uniwersytecie w Oslo. Stopień doktora uzyskała w 1979. Bła dziennikarką czasopisma „Universitas” w latach 1976–1978. W latach 1979–1985 pracowała jako konsultantka w Ministerstwie Samorządu Lokalnego i Pracy, w latach 1985–1995 w biurze rzecznika praw dziecka, w latach 1995–1997 w samorządzie lokalnym, a następnie w organizacji Save the Children w Norwegii. 
Jako polityczka związana z Partią Lewicy Socjalistycznej. Radna Oslo od 1979 do 1983 oraz od 1995. Pełniła funkcję zastępczyni przedstawiciela do parlamentu Norwegii z Oslo w kadencjach 1989–1993, 1993–1997, 1997–2001 i 2001–2005.
W 2015 i 2019 wygrała wybory na burmistrza Oslo. Podczas wyborów w 2023 nie ubiegała się o reelekcję.

## Życie prywatne
Jest mężatką i ma troje dzieci.

## Odznaczenia
- Krzyż Komandorski z Gwiazdą Orderu Sokoła Islandzkiego (Islandia, 2017)[7]